# 龙台镇 (武山县)
龙台镇，是中华人民共和国甘肃省天水市武山县下辖的一个乡镇级行政单位。
2015年10月9日，甘肃省民政厅批复同意撤销龙台乡，设立龙台镇。

## 行政区划
龙台镇下辖以下地区：
董庄村、沟门村、青山村、杨庄村、东沟村、贾山村、马年村、王山村、龙山村、大庄村、杨咀村、阳屲村和山羊坪村。